# Tramaced
Tramaced (aragónul Tramacet) község Spanyolországban, Huesca tartományban. Tramaced Grañén, Piracés és Sesa községekkel határos. Lakosainak száma 106 fő (2024).

## Népesség
A település népessége az utóbbi években az alábbiak szerint változott:
| Lakosok száma | 103  | 108  | 110  | 100  | 94   | 97   | 107  | 104  | 110  | 106  |
|               | 2001 | 2004 | 2007 | 2009 | 2012 | 2014 | 2017 | 2019 | 2022 | 2024 |